# Thimphu (Distrikt)
Thimphu (bhutanisch ཐིམ་ཕུ་རྫོང་ཁག་ Wylie thim phu rdzong khag), ehemals Chirang, ist einer der 20 dzongkhag (Distrikte) von Bhutan. Er hat eine Fläche von 2067 km² mit 138.736 Einwohnern (2017). Der Hauptort ist die gleichnamige Hauptstadt Bhutans, Thimphu.
Thimphu ist wiederum eingeteilt in 8 Gewogs: 
- Chang Gewog
- Dagala Gewog
- Geney Gewog
- Kawang Gewog
- Lingzhi Gewog
- Mewang Gewog
- Naro Gewog
- Soe Gewog

## Galerie

Distrikt Thimphu
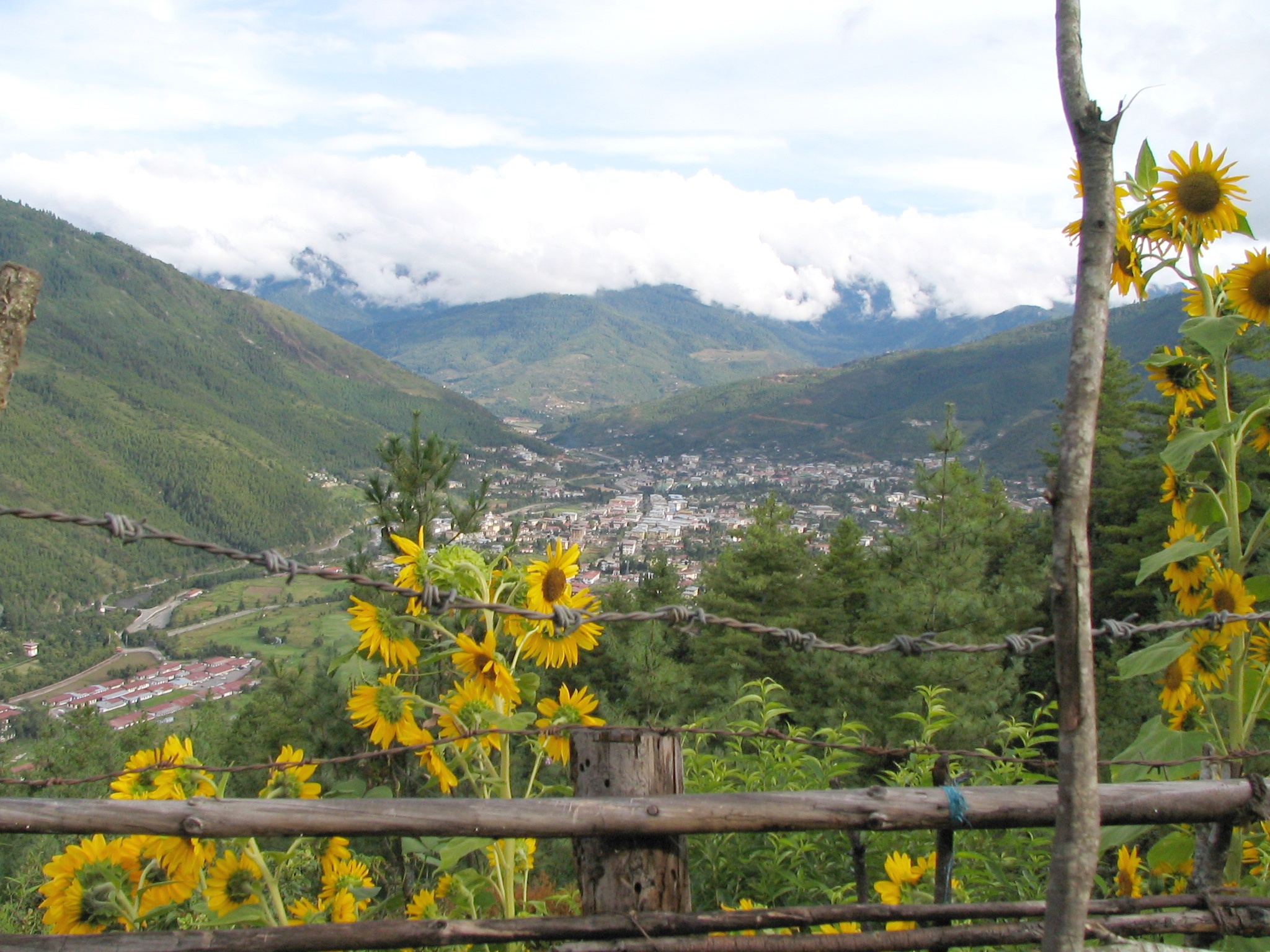
Blick auf die Stadt Thimphu
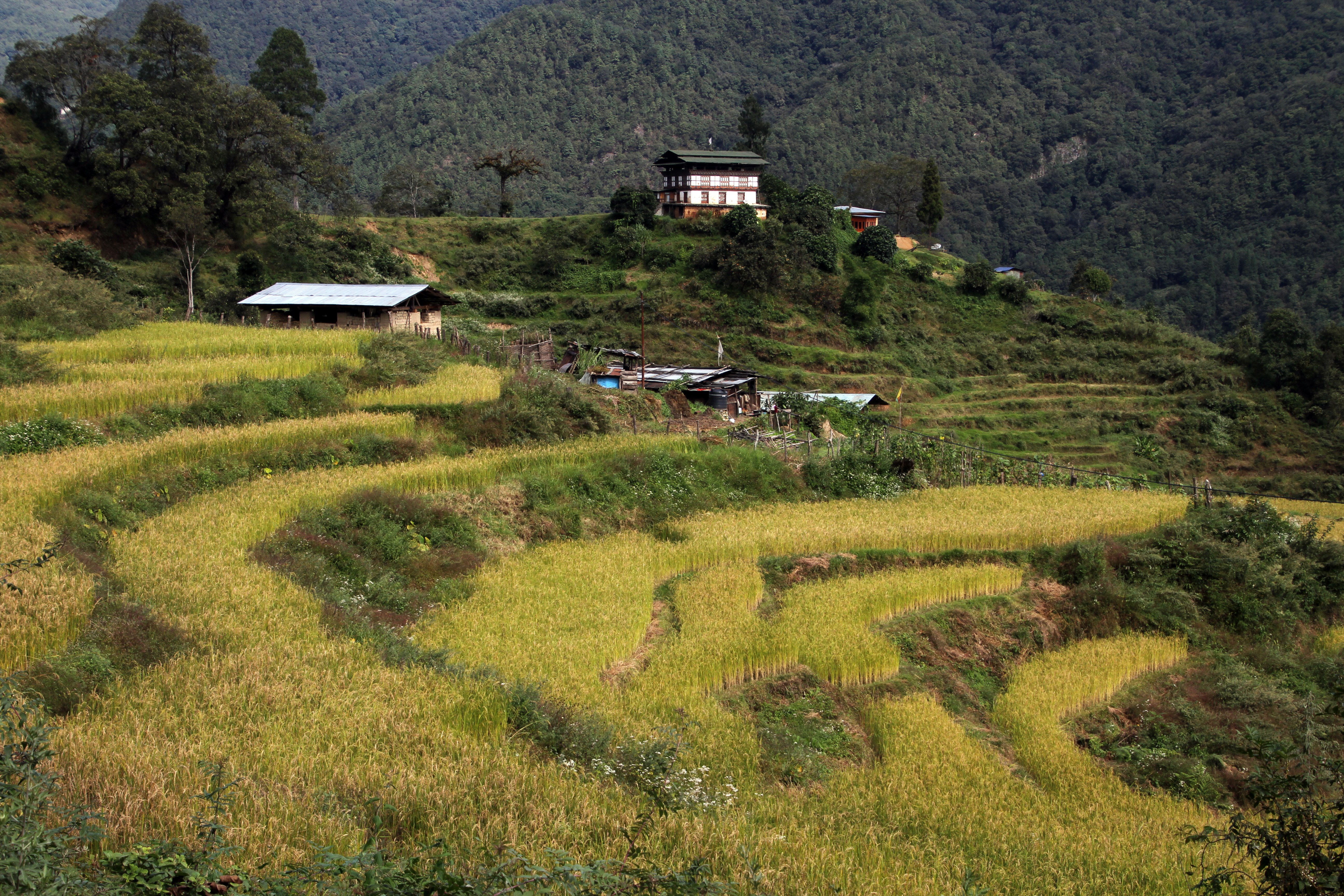
Reisterrassen
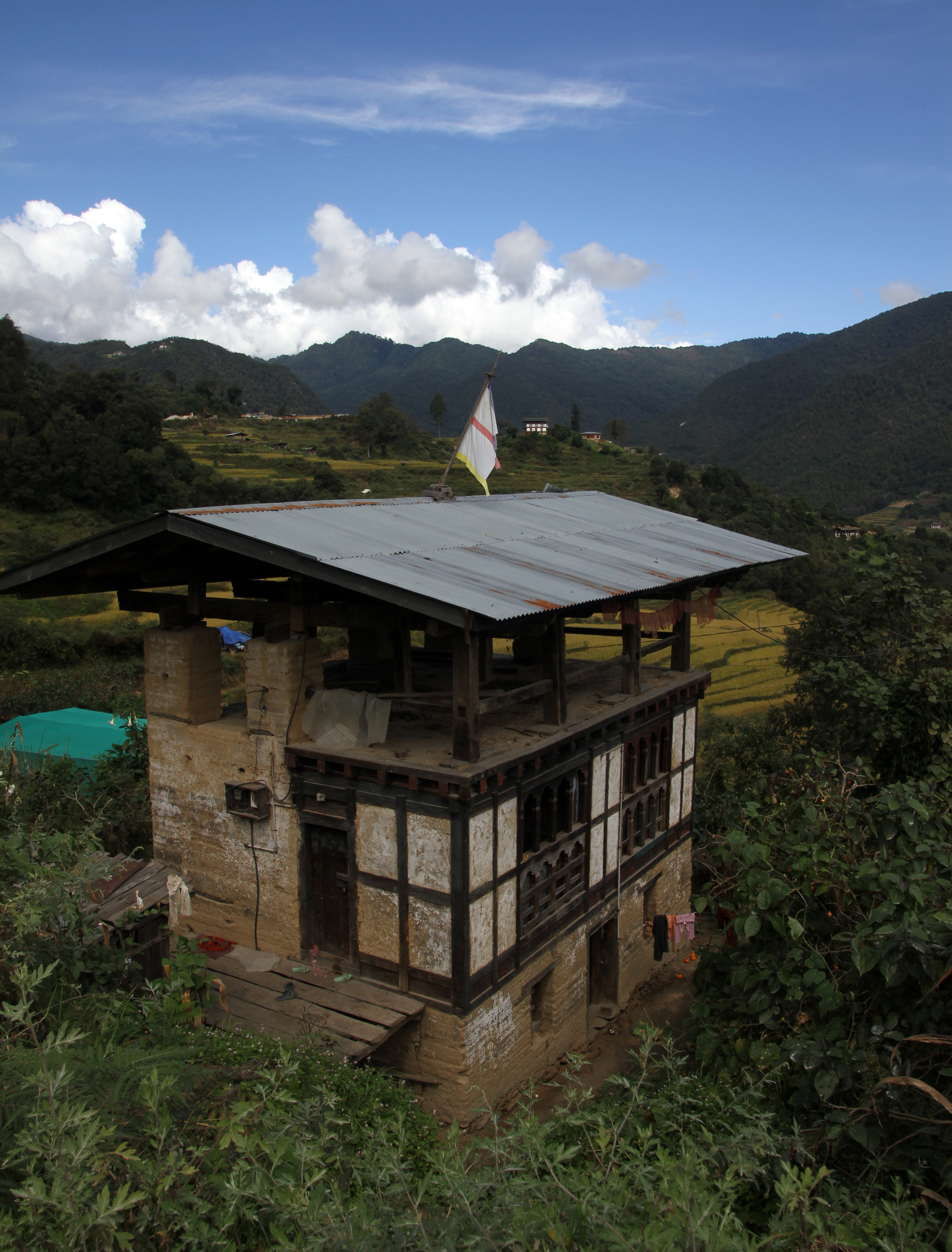
Bauernhaus
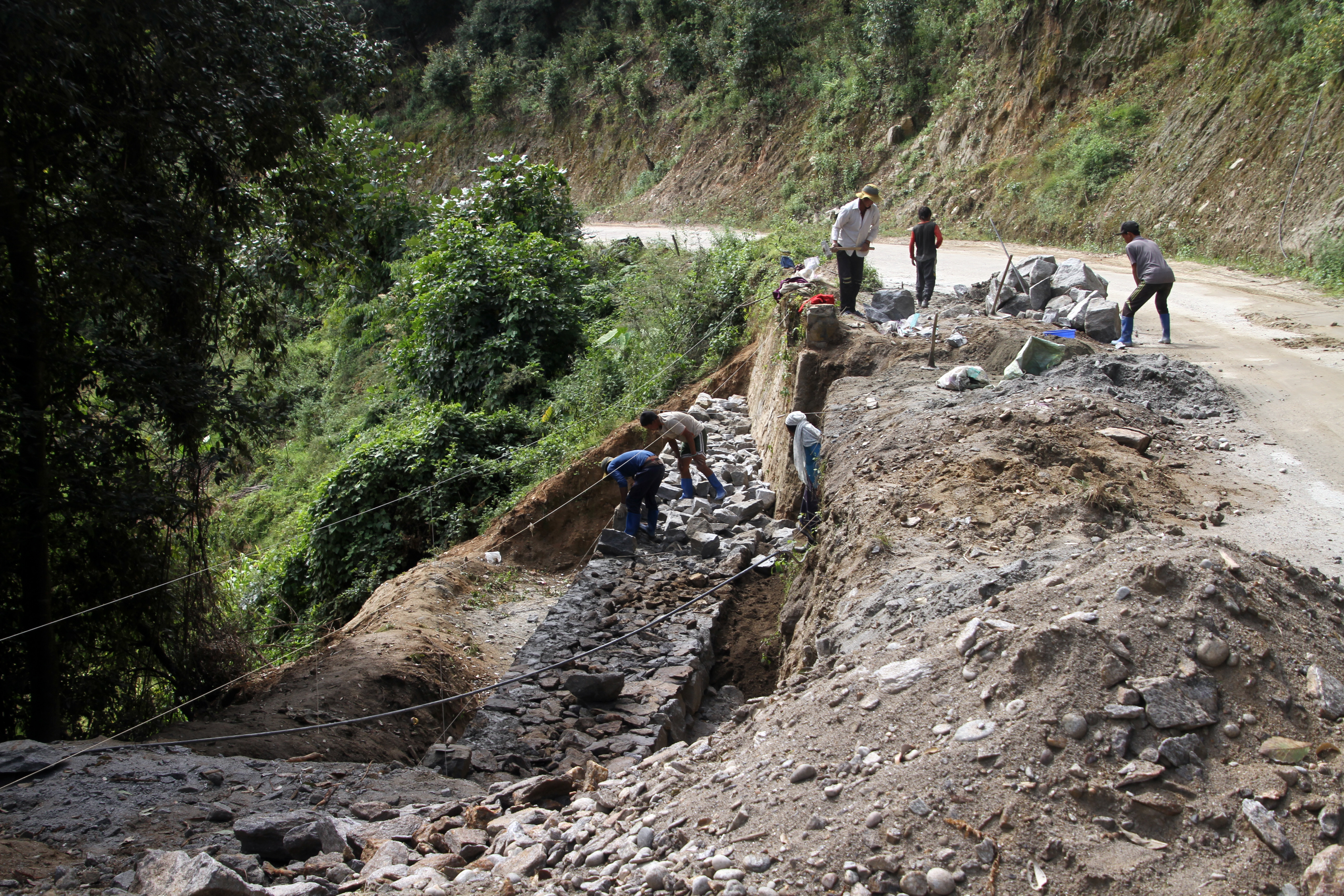
Ausbau der Straße zum Dochu La
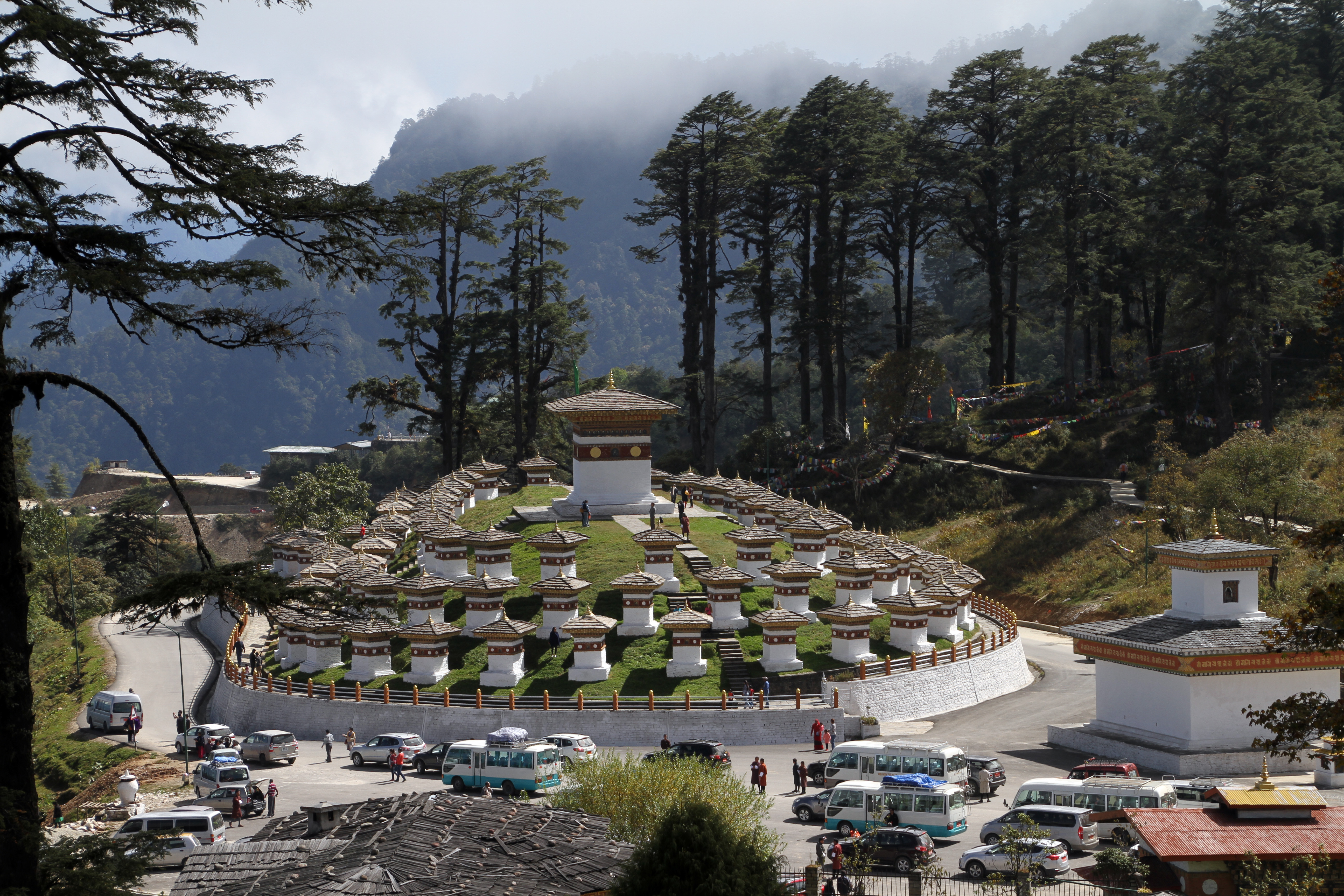
108 Choerten auf dem Dochu La
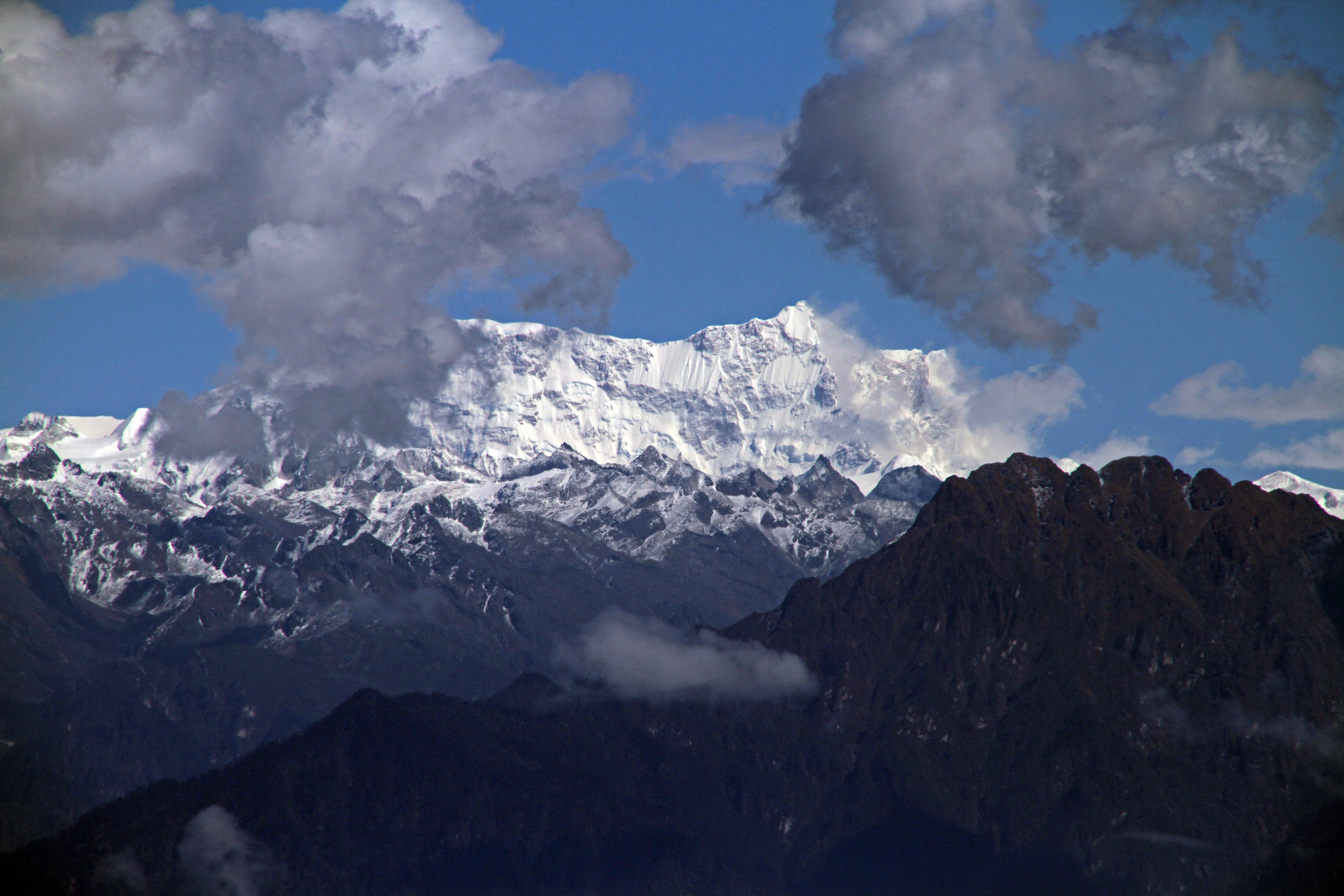
Ausblick vom Dochu La